# Podonectria tenuispora
Podonectria tenuispora är en svampart som beskrevs av Dennis 1958. Podonectria tenuispora ingår i släktet Podonectria och familjen Tubeufiaceae.   Inga underarter finns listade i Catalogue of Life.